# Cabo Manglares
Cabo Manglares är en udde i Colombia.   Den ligger i departementet Nariño, i den västra delen av landet, 600 km sydväst om huvudstaden Bogotá.
Terrängen inåt land är mycket platt. Havet är nära Cabo Manglares åt sydväst. Runt Cabo Manglares är det ganska tätbefolkat, med 60 invånare per kvadratkilometer.